# Cyrille Souillart
Cyrille Joseph Souillard, né le 20 janvier 1828 à Bruay-en-Artois et mort à Lille le 9 mai 1898, est un astronome français, spécialiste des satellites de Jupiter.

## Biographie
En 1851, il entra à l'École Normale Supérieure, où les conférences de Victor Puiseux l'initient à la mécanique céleste. Il fut professeur de lycée de 1854 à 1873. Il soutint une thèse en mathématique à l'Université de Paris en 1865. 
En 1873 il devint professeur de mécanique,  puis de 1887 à 1898 professeur titulaire d'astronomie à l'Université de Lille.  Il fut également professeur avec Joseph Boussinesq à l'Institut industriel du Nord (École centrale de Lille).
La théorie des mouvements des satellites du système solaire fut développée par Pierre-Simon de Laplace. Le travail de Souillart tout au long de sa vie consista à approfondir cette théorie. Félix Tisserand a passé en revue sa théorie dans son Traité de mécanique céleste en 1896. Elle est maintenant connue sous le nom de théorie de Laplace-Souillart, et a été utilisée pour comprendre les mouvements des satellites de Saturne et Uranus.
Il a participé à la réédition des travaux de Laplace dans les années 1890. Il a remporté le prix Lalande en 1882 et le Prix Damoiseau de l'Académie des sciences de France en 1886. Il a été nommé Chevalier de la Légion d'honneur en 1891.